# Бранковці (Видинська область)
Бра́нковці (болг. Бранковци) — село у Видинській області Болгарії. Входить до складу общини Грамада.

## Населення
За даними перепису населення 2011 року у селі проживали 116 осіб, усі — болгари.
Розподіл населення за віком у 2011 році:
Динаміка населення: